# Cink-zrak baterija
Cink-zrak baterija (cink-kisik baterija, ZnO baterija) pripada skupini primarnih baterija. Pripada novijim generacijama baterija. Spada u skupinu metal-zrak baterija. U razvoju su programi punjive cink-zrak baterije s platinom, iridijem, oksidima neplemenitih metala ili nanokristalima hibridiziranih s ugljikovim nanocjevčicama kao katalizatorima. U punjenju tih baterija, kisik i cink se regeneriraju iz cinkovog oksida koji nastaje normalnom uporabom baterije.
Električna struja u primarnoj cink-zrak bateriji formira se iz reakcije cinka i kisika iz zraka (služi kao katoda). Elektrode u bateriji su cinčane, a elektrolit je tekuć i alkalan. Kisik do elektroda dolazi kroz male otvore na kućištu baterije. Zbog toga se električna energija proizvodi čim se raspakira baterija i istovremeno se prazni bez obzira na to je li korisnik koristi bateriju ili ne. Zbog toga na tržište dolazi hermetično zapakirana i specifična je izgleda. Upotrebljivost ove baterije je nešto više od dva tjedna, a može ju se koristiti samo jednom. Po prestanku proizvodnje napona baterija više nije uporabljiva. 
U usporedbi s litij-ionskim ili NiMH baterijama, kapacitet joj je više od tri puta veći. Cijena im je niska zbog obilja i niske cijene cinka.
Koristi ju se za mobitele. Popularna je kao pričuvna baterija ili baterija za hitne slučajeve, jer se pokazalo da je vrlo korisna u takvim situacijama, premda nije punjiva. Dostupna je i u obliku punjača. Funkcionira tako da se umjesto mrežnog ispravljača priključuje nju na mobitel. 